# Yak-9戰鬥機
Yak-9是蘇聯在二次世界大戰後期主要的戰鬥機之一。其设计源自根據作戰的經驗对前一款的Yak-7戰鬥機的改良。之後被证实是一款性能優異的機種。

## 概要
Yak-9型戰鬥機，是蘇聯在二次大戰時的兩大主力戰鬥機型之一，為產量最多的型號，另一型則是產量相對較少的La-5／La-7系列。Yak-9一共生產超過1萬6千架，也是自Yak-1以來全系列當中產量最大的一型。

## 歷史

### 研制背景
在蘇德戰爭初期，雅克-1的表現遠優於當時蘇聯空軍的主力伊-16戰鬥機，成為唯一能夠和Bf 109E/F型單挑的機型。但因為蘇聯飛行員的經驗普遍不如德軍駕駛員，而且在不久後就因為Fw 190投入戰鬥和Bf 109G型的出現，使德方再度獲得戰鬥機的性能優勢以外，很多煉鋁廠和飛機用發動機工廠遭德軍破壞或被逼後撤時，難以獲得大量鋁材和生產新型液冷發動機，迫使雅克設計局轉而發展多種新機型，其中最先進的雅克-3（不是後來出現的輕量型雅克-3）型雖然採用最先進的全鋁結構，而且使用新式發動機，以適應前線需要高加速性的作戰環境，但卻缺乏鋁材和足夠的Vk-107型發動機，而另一種新型的Yak-7原本規劃擬作為戰鬥轟炸任務為主的重戰鬥機，同樣因為發動機功率不足，因而使得兩種發展型的量產被迫推遲。
最後雅克設計局決定發展雅克-7輕量化的純空優戰鬥機型方案，使用雅克-1現用M-105發動機的改良型M-105PF。以及採鋼管骨架和帆布為主結構的機體，配合木製機翼結構，取得了強度和重量的平衡點，也在維持性能的前提下，最大限度的減少生產和維修所需要的人手和資源，因此，能夠把較低功率發動機和氣動力設計發揮到極致的雅克-9，反而優先投產並成為主力的戰鬥機型。

### 二戰中的表現
本機以低廉造價成本與材料形成的數量優勢，在1942年末起投入，並逐漸在歐俄戰區取得和德方空中優勢的平衡，也取代其前身雅克-1和更早期的伊-16成為新銳的主力機種。但因為面對著侵蘇前已擁有豐富實戰經驗的德國飛行員，本機損失依然較大，許多資淺飛行員因而戰死，隨著飛行員們逐步累積豐富經驗後，俄國空軍亦能逐漸在戰鬥中削弱德國空軍並取得制空權。
由於蘇聯增壓器技術不足（以及戰略用兵思想指導）使然，因此雅克-9設計（與任務）目標主要為在中低空對抗德軍主力戰鬥機（主要為Bf 109G系列和Fw 190A系列），除了擔任空優任務外，雅克列夫設計局也持續改良此機，使它可以掛載炸彈執行對地支援任務，例如可在機身內掛載炸彈的Yak-9B，或是（後來具有可選擇性的）換裝37mm與45mm機砲，執行對地攻擊任務的Yak-9T，Yak-9K，此外也有增設機內油箱以延伸航續距離的Yak-9DD型，戰術偵查型的Yak-9P型，以及戰後生產的全金屬材質的Yak-9U系列。

### 戰後的評價
戰後Yak-9大量援助到其他社會主義國家，甚至是二戰時苏联協助成立的的自由法國空軍戰鬥機單位也使用Yak-9並帶回國內繼續使用，中国和北朝鲜還以其參加了朝戰。不過此時Yak-9已嫌落後，使即使進入噴射機時代初仍然持續生產到1948年。
因為蘇聯官方一貫保密態度對本機忌深如諱，所以在退役前鮮為非社會主義國家所認識。而在退役後全面解禁時，因冷戰時期英美也有意貶低本機的戰果與價值，而誇大了兩國援蘇戰鬥機的作用。然而若考慮到本機研制時的惡劣條件與輕量型結構，實際上無論蘇德雙方都對本機有相當高的評價。
本機真正的缺點是防彈和抗損能力較為遜色，不同於綜合性能較Yak-9低的英美援蘇P-39和P-40或是與本機相似採似鋼骨架結構與布製蒙皮的颶風戰鬥機。雖然後三者很難擊落綜合性能優越的Bf 109和Fw 190中後期型，但也因較粗壯不易遭擊落，而幫助駕駛它們的生手飛行員養成經驗，待日後轉飛Yak-9時打下基礎。所以實際上操作本機的飛行員，多是先有外援的舊式機種駕駛經驗再轉派至本型機單位。

## 結構和參數
| Yak-9主要量產型號性能            |                               |                               |                               |                               |                           |                           |                               |   |
|                                  | Yak-9                         | Yak-9D                        | Yak-9DD                       | Yak-9T                        | Yak-9K                    | Yak-9PD                   | Yak-9U                        |   |
| 技術諸元                         |                               |                               |                               |                               |                           |                           |                               |   |
| 駕駛員                           | 1                             | 1                             | 1                             | 1                             | 1                         | 1                         | 1                             | 1 |
| 全長, 公尺                       | 8,5                           | 8,5                           | 8,5                           | 8,6                           | 8,66                      | 8,67                      | 8,55                          |   |
| 翼展長度, 公尺                   | 9,74                          | 9,74                          | 9,74                          | 9,74                          | 9,74                      | 10,74                     | 9,74                          |   |
| 翼面積, 平方公尺                 | 17,15                         | 17,15                         | 17,15                         | 17,15                         | 17,15                     | 17,65                     | 17,15                         |   |
| 機身空重, 公斤                   | 2200                          | 2350                          | 2346                          | 2298                          | 2291                      | 2310                      | 2512                          |   |
| 一般起飛重量, 公斤               | 2873                          | 3174                          | 3276                          | 3025                          | 3028                      | 2845                      | 3204                          |   |
| 機內燃料攜帶量, 公升             | 322                           | 486                           | 630                           | 330                           | 475                       | 320                       | 380                           |   |
| 發動機                           | 1具克里莫夫VK-105發動機       | 1具克里莫夫VK-105PF發動機     | 1具克里莫夫VK-105PF發動機     | 1具克里莫夫VK-105PF發動機     | 1具克里莫夫VK-105PF發動機 | 1具克里莫夫VK-105PD發動機 | 1具克里莫夫VK-107A發動機      |   |
| 輸出功率, 馬力(千瓦)             | 1× 1180 (868)                 | 1× 1180 (868)                 | 1× 1180 (868)                 | 1× 1180 (868)                 | 1× 1180 (868)             | 1× 1160 (853)             | 1× 1500 (1103)                |   |
| 飛行表現數據                     |                               |                               |                               |                               |                           |                           |                               |   |
| 極速,公里／小時 (高度，單位公尺) | 512 (0) 552 (1800) 577 (3900) | 535 (0) 567 (1659) 591 (3650) | 522 (0) 564 (1000) 584 (3900) | 533 (0) 574 (2100) 597 (3930) | 518 (0) 573 (3750)        | 500 (0) 615 (8000)        | 575 (0) 636 (2500) 672 (5000) |   |
| 降落速度,公里/小時               | 130                           | 143                           | 145                           | 144                           | 142                       | 130                       | 140                           |   |
| 作戰航程, 公里                   | 848                           | 1360                          | 2285                          | 735                           | 598                       | 575                       | 675                           |   |
| 最大飛行高度, 公尺               | 10750                         | 9800                          | 9400                          | 10000                         | 10000                     | 13100                     | 10650                         |   |
| 5000公尺高度爬升速度, 分鐘       | 5,1                           | 6,1                           | 6,8                           | 5,5                           | 6,5                       | 5,3                       | 5,0                           |   |
| 1000公尺高度爬升速度, 秒         | 16-17                         | 26                            | 26                            | 18-19                         | 21-24                     | 19                        | 20                            |   |
| 翼負荷, 公斤／每平方公尺         | 167                           | 192                           | 191                           | 176                           | 176                       | 143                       | 183                           |   |
| 起飛需要長度, 公尺               | 320                           | 370                           | 400                           | 380                           | 345                       | 375                       | 375                           |   |
| 降落需求長度, 公尺               | 485                           | 550                           | 500                           | 500                           | 455                       | 460                       | 530                           |   |
| 機載武備                         |                               |                               |                               |                               |                           |                           |                               |   |
| 機炮                             | 1挺施瓦克機炮 備彈120發       | 1挺施瓦克機炮 備彈120發       | 1挺施瓦克機炮 備彈120發       | 1門NS-37機炮 備彈30發         | 1門NS-45機炮 備彈29發     | 1挺施瓦克機炮 備彈120發   | 1挺施瓦克機炮 備彈120發       |   |
| 機槍                             | 1挺UB航空機槍 備彈200發       | 1挺UB航空機槍 備彈200發       | 1挺UB航空機槍 備彈200發       | 1挺UB航空機槍 備彈200發       | 1挺UB航空機槍 備彈200發   | 無                        | 2挺UB航空機槍                 |   |

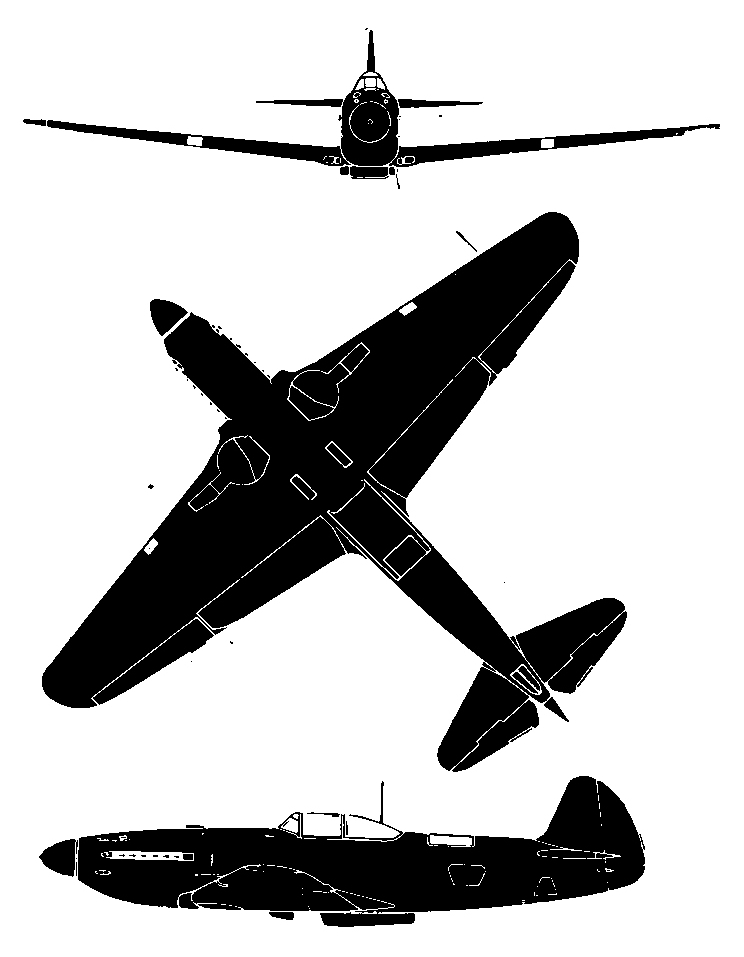
Yak-9P戰鬥機三視圖

雅克螺旋槳戰鬥機系列名稱不一而外觀和局佈相似，完全使用單座下低單翼設計，都有收放式後三點起落架，全系列為單發式液冷三葉螺旋槳發動機。但本機型的特徵是完全使用氣泡式封閉單座式座艙，可以同系列早年的Yak-1識別，而且機首下方的大型油冷器進氣口也可和使用翼根油冷器的Yak-3識別，但到了後期的Yak-9U外觀與Yak-3極為相似，但仍可由起落架艙罩做識別。

### 衍生型
由於基本型（Yak-9）的設計是純空優戰鬥用，因此其任務彈性較為受限，所以後來陸續推出下列的各種改良型：
- Yak-9B

B代表Bombardirovshchik「戰鬥轟炸機」，是由Yak-9D改進而成，在機身內以傾斜近乎垂直的方式裝放4枚100公斤炸彈或是4枚2公斤反坦克集束炸彈，但是戰果並不顯著因此只有少量生產。
- Yak-9T

將 Yak-9 原本的 20mm ShVAK 同軸機炮更換成37mm的NS-37機炮，為了容納下NS-37機炮及平衡重心，座艙往後移了0.4m，而機體也為了承受強大的後座力而進行強化，主要在黑海方面戰場執行反坦克與反艦作戰。
- Yak-9K

K代表Krupnokalibernyy「大口徑」，此型是將Yak-9T的軸炮更換成 45mm 的NS-45機炮，其外觀特徵為緩衝後坐力的炮口制動器。
- Yak-9D

D代表Dal'nosti「長程型」，在機翼增設油箱，使得航程大為提升至1350公里，能為轟炸機護航或長程攔截。
- Yak-9DD

DD代表Dal'nego Deystviya「超長程型」，航程達到了2200公里，可以從蘇聯直飛德國本土上空護航四發重型轟炸機，也執行過為美國陸航B-24轟炸羅馬尼亞的護航任務。
- Yak-9U

U代表Uluchshennyy「改進型」，在1944年下半才登場，使用原定提供給Yak-3的VK-107A型發動機，功率達1230千瓦，極速約每小時七百公里，藉由在戰場上的經驗對Yak-9進行諸多的改良，而外觀上最明顯的差異就是機身下方的油冷散熱器向後移，將機首下方油冷散熱器移除並增加翼根油冷散熱器，整體外觀與Yak-3更為相似。
- Yak-9P

P代表 Pushechnyy「裝備機炮」，戰後登場為Yak-9U的全金屬製版本，將機首兩挺UBS機槍更換成B-20機炮，全機武裝為三挺機炮，在機身後上方有一塊透明區域，安裝了無線電定向天線，可以與其它型號識別。

### 其他戰時的蘇聯著名作戰飛機
- 戰鬥機
  - 伊-15
  - 伊-16
  - La-5
  - Yak-1
  - Yak-3
- 攻擊機
  - IL-2
- 轟炸機
  - IL-4
  - Pe-2
- 教練機
  - Po-2

### 其他戰時各國主力戰鬥機的代表
- 德國
  - Bf 109
  - Fw 190
- 美國
  - P-40
  - F4F
  - P-51
  - P-47
  - F4U
  - F6F
- 英國
  - 颶風戰鬥機
  - 噴火戰鬥機
- 日本
  - 零戰